# 1495 en littérature
| Années de la littérature : 1492 - 1493 - 1494 - 1495 - 1496 - 1497 - 1498    |
| Décennies de la littérature : 1460 - 1470 - 1480 - 1490 - 1500 - 1510 - 1520 |

Cet article présente les faits marquants de l'année 1495 en littérature.

## Évènements
- Érasme se rend à Paris pour étudier. Il noue des liens avec Robert Gaguin, Lefèvre d'Etaples et Fauste Andrelin[1].
- Début de l’écriture de la langue roumaine découvert à Şchei, quartier de Kronstadt, où vit une communauté marchande roumaine se livrant au commerce avec les principautés de Valachie et de Moldavie[2].

## Parutions
- 1495-1498 : Alde Manuce, imprimeur à Venise, publie les œuvres d'Aristote en grec[3].
- Den danske Rimkrønike (« Chronique rimée »), premier livre imprimé au Danemark, un recueil de poèmes ayant pour sujet l'histoire et les rois du Danemark, premier ouvrage rédigé en langue danoise par le moine Niels à partir de 1436[4].

- Bok om Djävulens frästelse (« Livre des tentations du diable »), de Johannes Gerson, premier livre imprimé en suédois à Stockholm par Johannes Fabri[5].
- De origine et gestis Francorum compendium, annales historiques de Robert Gaguin[6].
- Vers 1495 :
  - Judicium Jovis de Paulus Niavis, considéré comme le premier ouvrage littéraire sur l'exploitation minière dans les monts Métallifères[7].
  - traduction de la Bible en français, La Bible historiale traduite par Guyart des Moulins entre 1291 et 1295 est la première bible française à être imprimée, par les soins de Jean de Rély, confesseur du roi Charles VIII[8].

## Naissances
- 21 novembre : Jean Bale, écrivain et théologien anglais, mort en 1563.